# Stadion Voždovac
Das Stadion Voždovac (serbisch-kyrillisch Стадион Вождовац) ist das Fußballstadion des serbischen Fußballclubs FK Voždovac, das in der Altstadt der Hauptstadt Belgrad, genauer im Stadtbezirk Voždovac beheimatet ist. Es handelt sich hierbei um ein einzigartiges Objekt, vor allem weil sich das Stadion auf dem Dach eines Einkaufszentrums befindet, namens Stadion Shopping Center. Als größtes Einkaufszentrum in Südosteuropa, sowie als das erste Objekt dieser Art in Europa, ist es eine neue und begehrte touristische Attraktion der serbischen Hauptstadt. Die Anlage trägt den Spitznamen Zmajevo gnezdo (deutsch Das Drachennest).

## Geschichte
Zwischen 2011 und 2013 entstand im Belgrader Bezirk Voždovac ein neues Einkaufszentrum. Das Projekt wurde vom österreichischen Immobilienentwickler „Krammer & Wagner & Illmaier“ realisiert, dabei wurden insgesamt 50 Millionen Euro in den Bau des Gebäudekomplexes investiert. Auf der Fläche, auf der das heutige Bauwerk errichtet wurde, befand sich zuvor das alte Stadion des Vereins, das 1912 erbaut und 2011 abgerissen wurde. Das heutige Stadion wurde im Einklang mit den wirtschaftlichen, sozialen und Umweltschutznormen der UEFA gebaut. Seine Kapazität ist für etwa 5.200 Zuschauer projektiert und befindet sich 40 Meter über der Erdoberfläche, womit es einzigartig in Europa ist. Im September 2012 stattete das deutsche Unternehmen Polytan das Spielfeld mit modernsten Kunstrasen aus, dem LigaTurf RS Pro CoolPlus.